# كارين فيري
كارين فيري (بالفرنسية: Karine Ferri)‏ هي مقدمة تلفزيونية وعارضة فرنسية، ولدت في 25 أبريل 1982 في سوريسن في فرنسا.

## حياتها الخاصة
كانت كارين حبيبة المغني الفرنسي الراحل غريغوري لومارشال من سبتمبر 2005 إلى غاية وفاته في أبريل 2007.

## وصلات خارجية
- كارين فيري على موقع IMDb (الإنجليزية)
- كارين فيري على موقع ألو سيني (الفرنسية)
- كارين فيري على موقع كينوبويسك (الروسية)